# Satyrus dokwana
Satyrus dokwana är en fjärilsart som beskrevs av Evans 1924. Satyrus dokwana ingår i släktet Satyrus och familjen praktfjärilar. Inga underarter finns listade.